# Ikeda Motosuke
Pour les articles homonymes, voir Ikeda.
Ikeda Motosuke est un nom japonais traditionnel ; le nom de famille (ou le nom d'école), Ikeda, précède donc le prénom (ou le nom d'artiste).
Ikeda Motosuke (池田 元助, 1559-18 mai 1584) est un commandant samouraï de l'époque Sengoku. Fils ainé d'Ikeda Tsuneoki, son frère cadet est Ikeda Terumasa.

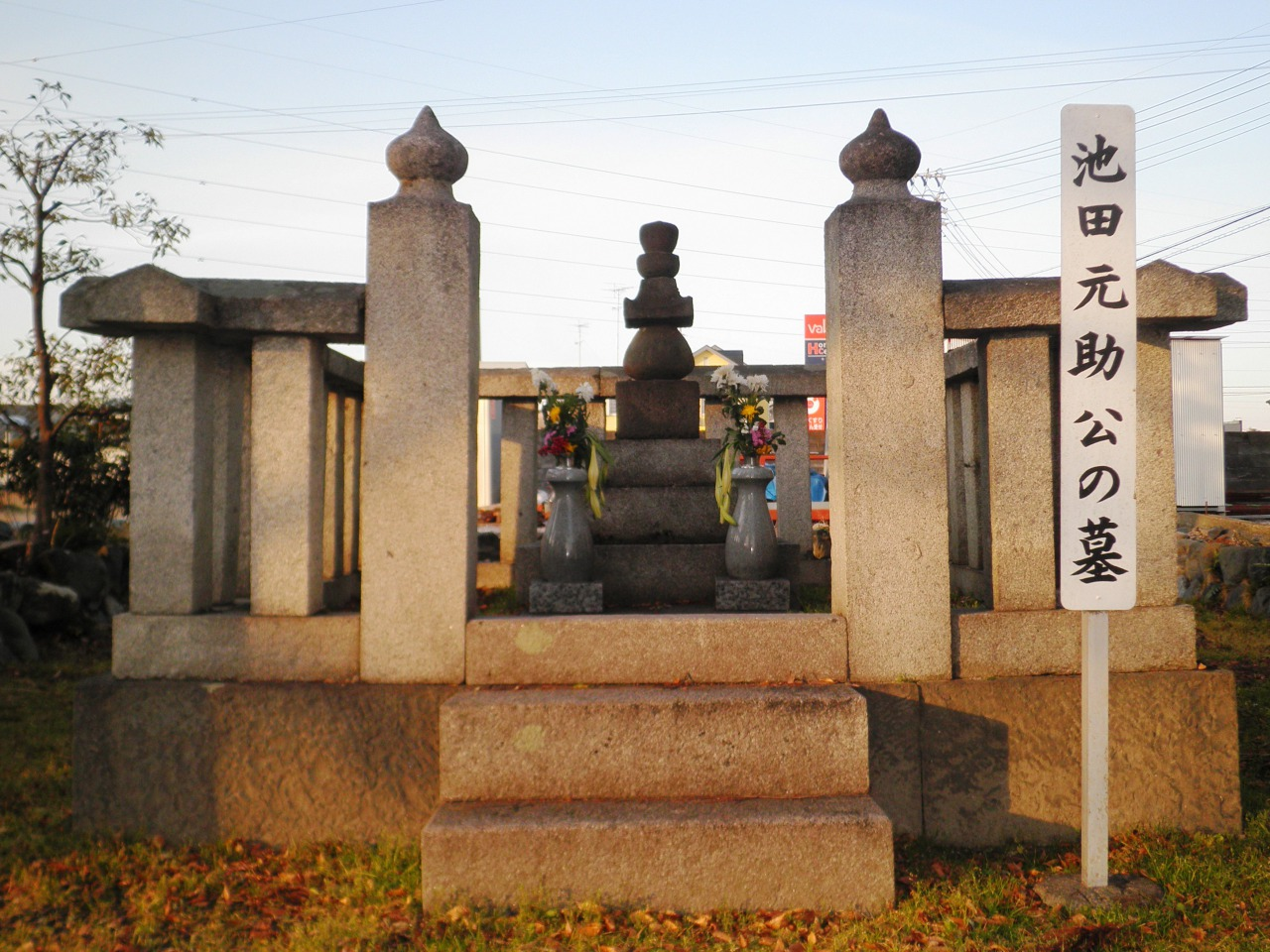
Tombe d'Ikeda Motosuke à Ikeda.

À ses débuts, il est au service d'Oda Nobunaga qui le félicite en 1579 après qu'il a participé à la défaite d'Araki Murashige avec son frère Terumasa. En 1582, il sert Hashiba Hideyoshi après la mort de Nobunaga au cours de l'incident du Honnō-ji.
En 1584, il est à la tête des forces contre la province de Mikawa à la bataille de Komaki et Nagakute. Mais il est repoussé par les forces de Tokugawa Ieyasu et meurt au combat.

## Source de la traduction
- (en) Cet article est partiellement ou en totalité issu de l’article de Wikipédia en anglais intitulé « Ikeda Motosuke » (voir la liste des auteurs).